# Jerzyk (zwyczajny)
Jerzyk (zwyczajny) (Apus apus) – gatunek średniego ptaka wędrownego z rodziny jerzykowatych (Apodidae). Zamieszkuje niemal całą Europę, dużą część Azji oraz północną Afrykę. Zimuje w południowej połowie Afryki.
W Polsce średnio liczny ptak lęgowy, miejscami liczny. Występuje na terenie całego kraju – najliczniej w dużych miastach. W niektórych częściach kraju, głównie na wschodzie Polski oraz na Mazurach, gnieździ się też w starych lasach (Puszcza Knyszyńska, Puszcza Białowieska, Puszcza Augustowska, Wielkopolski Park Narodowy), a na południu – w skalistych partiach gór: Tatr, Karkonoszy i Gór Bystrzyckich oraz w Ojcowskim Parku Narodowym.

## Taksonomia
Po raz pierwszy zgodnie z zasadami nazewnictwa binominalnego gatunek opisał Karol Linneusz w 1758 w 10. wydaniu Systema Naturae na podstawie holotypu ze Szwecji. Autor nadał gatunkowi nazwę Hirundo Apus. Międzynarodowy Komitet Ornitologiczny (IOC) umieszcza jerzyka w rodzaju Apus. Wyróżnia 2 podgatunki. Jerzyk tworzy klad z siedmioma innym gatunkami jerzyków: brązowym (A. niansae), brunatnym (A. bradfieldi), afrykańskim (A. barbatus), klifowym (A. berliozi), jednobarwnym (A. unicolor), wyspowym (A. alexandri) i bladym (A. pallidus). Niektórzy autorzy uznawali jerzyka za jeden gatunek wraz z brązowym, jednobarwnym i afrykańskim. Ptaki z południowo-zachodniej Azji opisano jako odrębny podgatunek A. a. marwitzi, jednak klasyfikacja nie przyjęła się.

## Podgatunki i zasięg występowania
IOC wyróżnia 2 podgatunki:
- A. a. apus – zachodnia, północna i południowa Europa i północno-zachodnia Afryka na wschód po jezioro Bajkał, wcześniej na południowy wschód po Iran. Zimowiska znajdują się w Afryce, głównie na obszarze od Demokratycznej Republiki Konga i Tanzanii na południe po Zimbabwe i Mozambik[2].
- A. a. pekinensis – Iran, obszary na wschód od Morza Kaspijskiego, północny, centralny i wschodni Afganistan na wschód przez zachodnie Himalaje po Mongolię i północne Chiny. Zimowiska we wschodniej i południowej Afryce, głównie w Namibii i Botswanie[2].

## Morfologia
Długość ciała ok. 16–18 cm, rozpiętość skrzydeł ok. 40–44 cm, masa ciała ok. 31–52 g. Długość ogona 7–8 cm, długość czaszki: 30–32 mm, w tym dzioba: 10–12 mm. Brak dymorfizmu płciowego. Skrzydła długie, wąskie, o sierpowatym kształcie, ogon nieznacznie rozwidlony. Upierzenie czarno-brązowe; na gardle można dostrzec rozmytą białawą plamę. Młode ptaki mają więcej bieli na głowie oraz białe wąskie obrzeżenia piór.
Jerzyk jest często mylony z jaskółkami, z którymi nie jest spokrewniony. W przeciwieństwie do jaskółek, jerzyk ma jednolicie czarne ubarwienie (jasne podgardle nie jest widoczne z oddali), a w locie często szybuje i szybko, głęboko uderza skrzydłami, nie zginając ich. Poluje często gromadnie. Jaskółki natomiast mają jasne fragmenty upierzenia, a w locie szybko trzepoczą skrzydłami.

## Ekologia i zachowanie
Pierwotnie jerzyki gniazdowały w dziuplach starych drzew albo szczelinach skał w stromych urwiskach i przepaściach. Współcześnie lęgną się niemal wyłącznie w budynkach, nie tylko w centrach dużych miast, ale i w mniejszych miastach i na wsiach. Gniazdo ulokowane jest tam w szczelinach, np. wieży kościelnej, starej kamienicy czy bloków z wielkiej płyty.
Żywi się drobnymi owadami, które chwyta w locie szeroko rozwartym dziobem. Ponad połowę zdobyczy stanowią błonkoskrzydłe, ponad 1/4 drobne chrząszcze, 10% muchówki, a ok. 3% – małe motyle. Często jerzyki polują gromadnie, zwykle na dużych wysokościach. Mogą jednak również latać niżej nad łąkami (np. przed deszczem, podobnie jak jaskółki) lub też zniżać lot tuż nad powierzchnię wody, aby się napić. Zbierając pokarm dla piskląt, jerzyk gromadzi w podgardlu zbite w bryłkę owady. Przy niekorzystnej pogodzie (ochłodzenie, długotrwałe opady) może odbywać dalekie wędrówki na południe (nawet kilkaset kilometrów) w poszukiwaniu pożywienia.
Większą część życia jerzyk spędza w locie. W powietrzu zbiera pożywienie i materiał na gniazdo, pije krople deszczu, kopuluje i śpi, szybując na dużej wysokości (do 2,5 km). Niektóre osobniki mogą pozostawać w locie bez przerwy do 10 miesięcy. Ląduje przede wszystkim podczas okresu lęgowego, budując gniazdo i karmiąc pisklęta. Ponadto czasami odpoczywa, chwytając się pazurkami pionowej ściany skały lub budynku. Jest jednym z najszybszych ptaków spotykanych w Europie, największe szybkości osiąga w locie grupowym. W pogoni za zdobyczą osiąga prędkość 200 km/h. Wbrew rozpowszechnionej opinii, dorosły zdrowy jerzyk jest w stanie wzbić się w powietrze z ziemi. Problemy z poderwaniem się do lotu mają tylko ptaki młode, z nie do końca rozwiniętymi skrzydłami.
W Polsce jerzyki spotykane są od końca kwietnia do połowy października, jednak przeważnie przylatują w maju i odlatują już w sierpniu. Najdłuższa odnotowana długość życia u zaobrączkowanego jerzyka to 21 lat.

### Lęgi

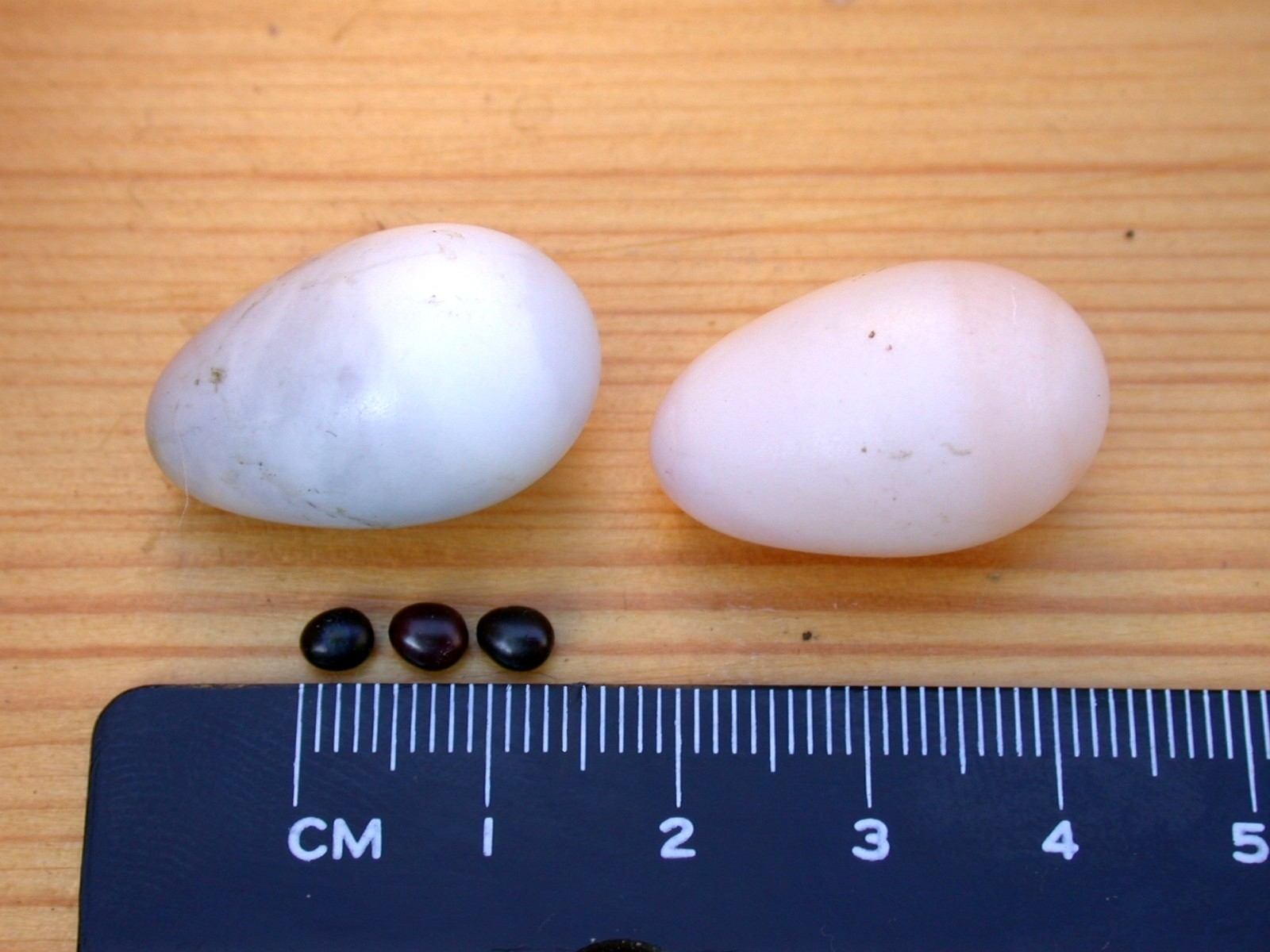
Jaja jerzyka; poniżej poczwarki owada Crataerhina pallida, zewnętrznego pasożyta jerzyków

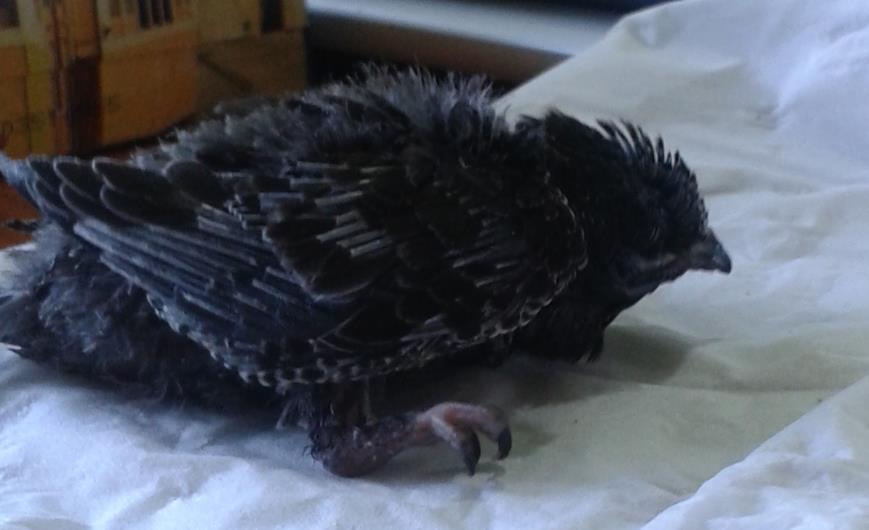
Pisklę jerzyka ze śladami osłonek rosnących piór

Gniazduje kolonijnie w szczelinach skał, a w miastach we wgłębieniach murów, otworach w stropodachach, pod dachówkami, w zakamarkach budynków. W niektórych rejonach, jak na przykład w Białowieskim Parku Narodowym, zakłada gniazda w dziuplach drzew. Zasiedla również skrzynki lęgowe. Gniazdo jest mało rozbudowane, składa się ze złapanych w locie piór i części roślin, zlepionych śliną.
Okres lęgowy trwa od marca do czerwca. Składa 2 (rzadziej 3) jaja w odstępach około dwudniowych. Wymiary średnie dla 38 jaj: 24,24 ± 0,97 na 16,26 ± 0,63 mm; średnia masa 459 jaj: 3,54 g (blisko 8,5% masy ciała samicy). W jednym z badań trzecie jajo okazało się być zawsze dłuższe i węższe od pozostałych dwóch. Jaja wysiadywane są przez okres 19–20 dni przez obydwoje rodziców. Pisklęta klują się nagie. Niedługo potem pokrywają się szarym puchem. W 2. tygodniu życia otwierają im się oczy. W wieku 10 dni na skrzydłach i głowie mają już kilkumilimetrowe mieszki piór. Opuszczają gniazdo po około 42–45 dniach (w razie niedostatku pokarmu – do 56 dni po wykluciu). Rodzice czasem z powodu złej pogody muszą na jakiś czas opuścić teren gniazdowania. Pozostawione młode potrafią wówczas hibernować. Zdolność do hibernacji posiadają również starsze osobniki. Po wylocie z gniazda młode są całkowicie samodzielne. Dojrzałość płciową osiągają w 3. roku życia. Przy prawidłowym rozwoju piskląt stopniowo wzrasta ich masa ciała, aż nie przekroczy o 8–12 g normalnej masy ciała dorosłego osobnika. U młodocianych ptaków notowano masę ciała 34–56 g.

## Status, zagrożenia i ochrona

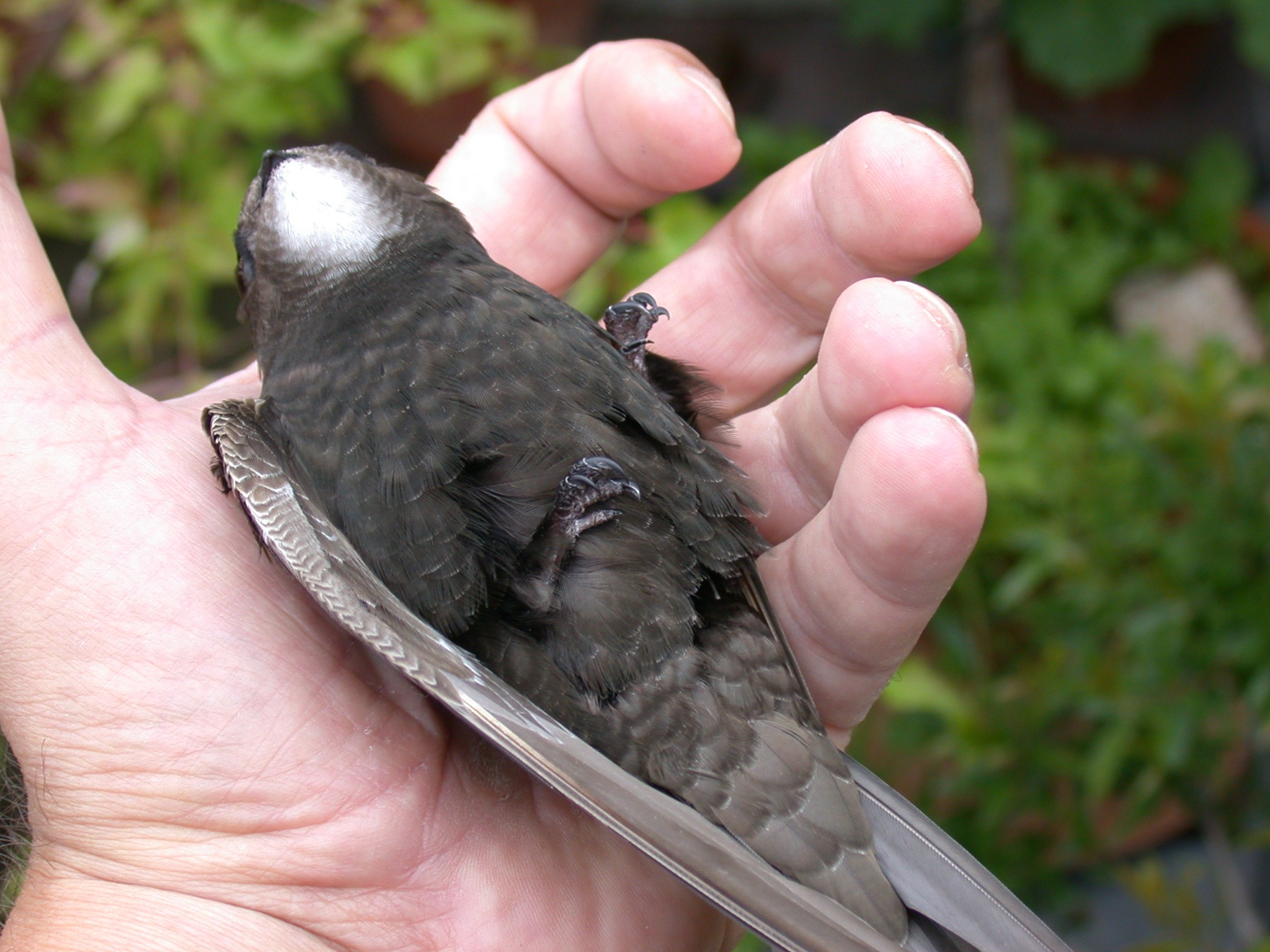
Młody jerzyk na grzbiecie, widoczne nogi

Nie jest zagrożony według danych IUCN (status LC – least concern). Europejska populacja, według szacunków BirdLife International (2015), liczy 19,1–32,5 mln par lęgowych. Globalny trend liczebności populacji uznawany jest za stabilny.
W Polsce objęty ochroną gatunkową ścisłą; wymaga ochrony czynnej. Na Czerwonej liście ptaków Polski został sklasyfikowany jako gatunek najmniejszej troski (LC). Według szacunków Monitoringu Pospolitych Ptaków Lęgowych, w latach 2013–2018 krajowa populacja lęgowa liczyła 64–187 tysięcy par. Od lat 90. XX wieku obserwuje się stopniowe zmniejszanie liczebności jerzyków w miastach. Wśród przyczyn wymienia się przede wszystkim remonty i prace termomodernizacyjne oraz zastępowanie starych budynków nowymi. Powoduje to utratę miejsc lęgowych dogodnych dla jerzyków.
Ochrona jerzyków może polegać na:
- powstrzymaniu się od prowadzenia prac budowlanych i remontowych w sezonie lęgowym, czyli od początku marca do końca sierpnia. W przeciwnym wypadku istnieje ryzyko zniszczenia gniazd i płoszenia lęgnących się ptaków, co było zabronione prawem do 2018-08-23 – wtedy art. 127 pkt. 2 lit e został uchylony[23];
- by móc prowadzić prace remontowo-budowlane obiektów, w których znajdują się siedliska ptaków (w tym jerzyków), trzeba uzyskać zgodę Regionalnego Dyrektora Ochrony Środowiska (RDOŚ jest w każdym województwie). RDOŚ po zasięgnięciu opinii eksperta ornitologa określa termin i warunki wykonywania prac remontowo-budowlanych. W razie utraty w czasie remontu miejsc gniazdowych określa ile budek lęgowych należy powiesić w ramach kompensaty przyrodniczej;
- zaniechaniu stosowania i usuwaniu niebezpiecznych dla jerzyków materiałów izolacyjnych używanych w stropodachach. Zwłaszcza sypkich i luźnych granulatów, w których jerzyki giną. W miejscach gniazdowania jerzyków nie należy stosować tych materiałów.
- zabezpieczaniu w czasie prac termoizolacyjnych budynków dostępu do miejsc gniazdowania poprzez stosowanie sprawdzonych rozwiązań takich jak odpowiednie otwory umożliwiające dostęp do stropodachów, w których co roku gniazdują jerzyki. Rozwiązania takie zostały zastosowane w Polsce w wielu miejscach.
- rozwieszaniu skrzynek lęgowych o specjalnej konstrukcji (wymiary: 34 × 18 × 20 cm, z owalnym wlotem 6,5 × 2,8 cm umieszczonym w jednym z dolnych rogów ścianki, aby jerzyk mógł w przeciwległym końcu zbudować gniazdo, które będzie chronione przed drapieżnikiem).

### Postępowanie z pisklętami jerzyków

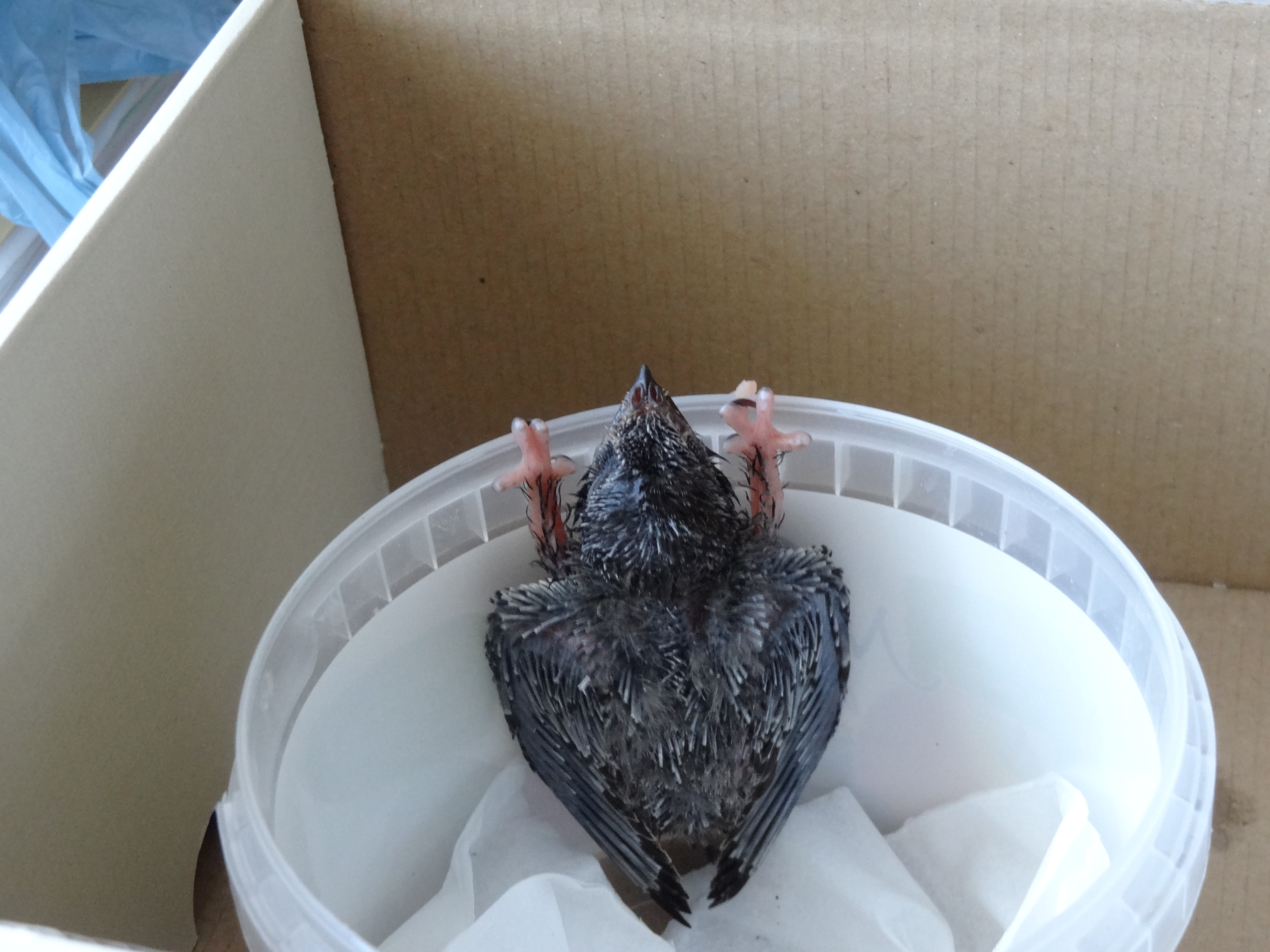
Młody jerzyk, sam przyjął taką pozycję, widoczny układ palców

Pisklęta znalezione przez człowieka należy przechowywać w pudełkach (nie klatkach) zamkniętych od góry, wyściełanych ligniną i, w kolejnej warstwie, papierem toaletowym; w jednym z kątów powinno znajdować się płytkie pudełko – sztuczne gniazdo. Jerzyki to ptaki owadożerne, więc dieta zastępcza powinna się składać z owadów. Długość skrzydła powinna być wyznacznikiem w kwestii wypuszczenia ptaka tylko wtedy, gdy pomiary wskazują na zahamowanie wzrostu lotek, których ostateczna długość różni się w zależności od ptaka. W przeciwnym razie młody osobnik nie będzie w stanie polecieć. Młody jerzyk gotowy do lotu sygnalizuje to poprzez niepokój, trzepotanie skrzydłami i usilne próby wydostania się z pudełka, w którym jest przechowywany.